# Hugo av Vermandois
Hugo den store, född 1057, död 1102, var en fransk hertig och son till Henrik I av Frankrike.
Genom giftermål blev han greve av Vermandois. Hugo var en av anförarna under första korståget och följde andra korståget till Italien, gick över till Durazzo, råkade i tvist med de bysantinska myndigheterna och hölls en tid fängslad och svor därefter kejsar Alexios I Komnenos trohet. Hugo utmärkte sig i slaget vid Dorylaeum, återvände till Frankrike 1099, varefter han företog ett nytt korståg, där han sårades i närheten av Nicaea och avled i Tarsus.